# Oswaldo Porchat
Oswaldo Porchat de Assis Pereira da Silva (Santos, 11 de janeiro de 1933 — São Paulo, 15 de outubro de 2017) foi um filósofo brasileiro. Cético, Porchat se nomeava como filósofo "neopirrônico". Foi professor emérito da Faculdade de Filosofia, Letras e Ciências Humanas da USP e da UNICAMP, e fundador do Departamento de Filosofia da UNICAMP e do CLE.

## Biografia
Formou-se pela USP em letras clássicas em 1956 e em filosofia pela Universidade de Rennes em 1959 e se doutorou em filosofia pela USP em 1967. Estudou na França com filósofos importantes, como Victor Goldschmidt (de quem foi discípulo) na Universidade de Rennes. Também estudou na École normale supérieure com Martial Gueroult, Maurice Merleau-Ponty, Paul Ricoeur e Jean Hypollite, dentre outros
Foi professor visitante em universidades estrangeiras, como a Universidade da Califórnia (Berkeley), a London School of Economics and Political Science e a École des hautes études en sciences sociales.
Foi agraciado pelo governo francês em 1984, com o título de Cavaleiro da Ordem das Palmas Acadêmicas.[carece de fontes?]
Faleceu em 15 de outubro de 2017, por causa de uma pneumonia. Ele sofreu um AVC em julho e estava internado desde então.

## Livros
- A filosofia e a visão comum do mundo. São Paulo: Brasiliense, 1981. (Em coautoria com Bento Prado Jr. e Tércio Sampaio Ferraz)
- Vida comum e ceticismo. São Paulo: Brasiliense,  1993. (2ª ed.)
- Ciência e dialética em Aristóteles. São Paulo: Unesp, 2001.
- Rumo ao ceticismo. São Paulo: Unesp, 2007.